# Ladislaus Horatius
Ladislaus Horatius (pseudonym för László Horváth), född 18 december 1954 i Ungern, död 12 januari 2019 i Vadstena, var en svensk musiker (piano) och författare.

## Biografi
Ladislaus Horatius föddes i Ungern men flyttade till Sverige i unga år. Efter utbildning på Kungliga Musikhögskolan i Stockholm var han verksam som pianist, repetitör på diverse operahus och arrangör (Stoppa världen, jag vill hoppa av). Horatius skrev gärna för röst och synthesizers. Bland hans verk kan nämnas Progressiv Pest (1980), Det ouphinneliga (1981), The lobster's tune when he is boiling (1983), Frostblomma i ett nostalgiskt universum (1984) och Albumblad (1990-2002). I slutet av 1990-talet försökte han på ett stilbyte under namnet "Mad Dogs and Hungarians" och lanserade vad han kallade salongs-rap.
Han uppmärksammades utanför musikerkretsarna då han 8 februari 1993 drog i nödbromsen på snabbtåget X 2000. Denna så kallade Operation sköldpadda var den första i en rad av teatrosofiska aktioner, följd av Osjälvständighetsdagen (Dependence Day), Nyårssörjande samt Lunds bokbad. Horatius började också med "stå upp-filosofi" samt öppnade filosoficaféet Café Sofi och filosofiskolan VVV ("Våga vara vis"). Horatius utvecklade sina tankegångar kring tidens "gudar" eller avgudar (snabbheten hade en självskriven plats i detta  pantheon) i boken Offensiv nostalgi (Nya Doxa 1993).  Han titulerade sig själv som "progressiv bakåtsträvare" och "hovnarr utan hov".[källa behövs]
Kring millennieskiftet föreläste Horatius om IT som "informationstyranni". Med tiden fick hans föredrag en alltmer musikalisk, eller musisk, prägel med frågor som: var kommer musiken från, och vart tar den vägen? Att "leva musikaliskt" blev en central fråga. Horatius tog upp Boëthius' tankar om de tre musikaliska våningarna (Musica mundana, humana, instrumentalis). Inspirerad av Victor Borge och Leonard Bernstein försökte han göra en syntes av domänerna konsert och föredrag (ord + ton).
1999 hade han en helsida i Expressens söndagsbilaga under rubriken "Fråga filosofen". Han trivdes dock inte med rollen som orakel, titulerade sig själv "felosof" och försökte ge förvirrande svar så att läsarna skulle tänka själva. Han kåserade med viss regelbundenhet i Hälsa, Computer Sweden, Östgöta Correspondenten och Upsala Nya Tidning. Han recenserade också skivor i musiktidskriften Opus.
Till riksdagsvalet 1998 lanserade Horatius Bakpartiet och i valet 2002 hade han två nya partier: Minutpartiet (bort med sekundvisarna, vanligt folk klarar sig gott med minuter) samt Ingentingpartiet (in med taoismen i politiken). Horatius kallade sig själv för "salongsmadam" som en kritik mot att kvinnor övergivit sin roll som umgängesvitaliserare. Han arrangerade salonger. Andra experiment inkluderade bloggen Kalla linjen samt en egen "micronation" (han var en tid Sofism-minister och hovnarr i Ladonien).
Han publicerade flera nyhetsbrev (Henke, Oldsletter, m.fl). Hans sista, som startade i september 2013, hette FIMUM Gazette.

## Utmärkelser
Horatius fick Miljöpartiets kongresspris år 2002, under beteckningen "Tid att leva-pris".

## Biblio- och diskografi
- Horatius, Ladislaus (1993). Offensiv nostalgi. Nora: Nya Doxa. Libris 7769992. ISBN 91-88248-25-9
- Horatius, Ladislaus (2003). Det bästa gömstället: Prozak och peosi. Malmö: Det allvarliga förl. Libris 9426238. ISBN 91-974864-0-X
- Horatius, Ladislaus (2012). Bättre provsjungning [Elektronisk resurs]. Det allvarliga förlaget. Libris 13693130. ISBN 9789197486415
- Life's a beach (and then you swim) (cd, Nosag records 2006; med utförligt texthäfte av upphovsmannen)